# Representante especial de la Secretaria General de las Naciones Unidas
El representante especial es un cargo de representación de la Secretaría General de las Naciones Unidas nombrado por el secretario general para representarle en reuniones con jefaturas de estado en asuntos críticos, como los relativos a los derechos humanos y a graves conflictos internacionales o intraestatales que afectan a la seguridad internacional. Quienes ostentan esta representación pueden llevar a cabo visitas de país para investigar alegaciones de violaciones de derechos humanos o como negociadores de las Naciones Unidas.

## Representantes especiales actuales
Entre quienes ostentan esta responsabilidad en la actualidad se encuentran:
- Louise Arbour, representante especial para Migración Internacional (desde marzo de 2017)
- Virginia Gamba, representante especial para la infancia y conflictos armados (desde abril de 2017)[1]
- Cecilia Jimenez-Damary, representante especial en los derechos humanos de las personas desplazadas internamente (desde noviembre de 2016)[2]
- Michael Keating, representante especial para Somalia y jefe de la Misión de Asistencia de las Naciones Unidas en Somalia (UNSOM) (desde enero de 2016).[3]
- Ján Kubiš, representante Especial del Secretario General y Jefe de la Misión de ONU para Irak (UNAMI) (desde febrero de 2015)[4]
- Miguel Ángel Moratinos, alto representante de Naciones Unidas para la Alianza de Civilizaciones (desde enero de 2019)[5]
- Pramila Patten, representante especial en Violencia Sexual en Conflictos (desde abril de 2017)[6]
- Mahamad Saleh Annadif, representante del secretario general de la ONU en Malí y Jefe la MINUSMA (2015)
- Marta Santos Pais, representante especial en Violencia contra niños y niñas (desde mayo de 2009)
- Colin Stewart, representante especial del secretario general y Jefe de la Misión de Naciones Unidas para el Sáhara Occidental (MINURSO) (desde diciembre de 2017)[7]
- Zahir Tanin, representante especial del secretario general y jefe de la Misión de Administración Interina de la ONU en Kosovo (UNMIK) (desde 1 de septiembre de 2015)
- Hanna Tettech, representante especial del secretario general para la Unión Africana (desde diciembre de 2018)[8]
- Francis Vib-Sanziri, jefe de Misión y comandante de Fuerza de la Fuerza de las Naciones Unidas de Observación de la Separación en el Golán (desde octubre de 2017)[9]
- Tadamichi Yamamoto, representante especial del secretario general para Afganistán y jefe de la Misión de Asistencia de las Naciones Unidas en Afganistán (UNAMA) (desde junio de 2016)[10]
- Bintou Keita, representante especial para la República Democrática del Congo de la Misión de Estabilización de Organización de Naciones Unidas en la República Democrática del Congo (MONUSCO) desde febrero de 2021[11]
- Tor Wenneslad, coordinador especial de las Naciones Unidas para el Proceso de Paz de Oriente Medio (UNSCO)[12]

## Representantes especiales anteriores
Algunos de los representantes especiales anteriores Incluyen:
- Ghassan Salamé, representante especial del secretario general de la ONU para Libia (2017-2020)

- Peter Sutherland, representante especial para Migración Internacional (durante 2006-2017).
- Zainab Hawa Bangura Para representante especial en Violencia Sexual en Conflicto
- William L. Cambio, para la República Democrática del Congo, y Sáhara Occidental
- Julian Harston, para Minurso, Sáhara Occidental.
- Martti Ahtisaari, para Namibia
- Jan Pronk, para Sudán
- Sergio Viera de Mello, para Timor Oriental, e Irak.
- Sukehiro Hasegawa, para Timor del Este
- Jean Arnault, para Bolivia (nov 2019)
- Bernard Kouchner, para Kosovo
- Jacques Paul Klein, para Liberia
- Victor Angelo, para Misión de Naciones Unidas en la República Centroafricana y Chad
- Hina Jilani, para Defensores de Derechos humanos
- Yash Ghai, para Derechos humanos en Camboya
- Mohamed Sahnoun, en el servicio del Unió_Operación_de Naciones_en_Somalia_I.
- John Ruggie, representante Especial en derechos humanos y empresas transnacionales y otras empresas empresariales (hasta 2011).[13]
- Leila Zerrougui MONUSCO hasta febrero de 2021

## Especial Advisors
- Juan E. Méndez, Especial Advisor en la Prevención de Genocidio